# 仁治三年の政変
仁治三年の政変（にんじさんねんのせいへん）とは、仁治3年（1242年）に発生した一連の政治的変動の総称である。年明けの四条天皇崩御に伴う皇統断絶（京洛政変）に始まり、執権北条泰時の死去による得宗家の家督継承（関東政変）に至る政治的変動の総称である。両者は直接の関連性はないものの、京都朝廷と鎌倉幕府でほぼ同時並行で起こったこの政治的変動は4年後に発生する宮騒動の前段階として位置づけられる。
なお、鎌倉幕府の歴史書といえる『吾妻鏡』の仁治3年（1242年）条が現存しないために、京都の公家日記や後世編纂の史料に依拠する部分も多く、全ての真相が分かっている訳では無いことに留意する必要がある。

## 前史
承久3年（1221年）の承久の乱の結果、治天の君である後鳥羽上皇ら3上皇が配流された上で仲恭天皇が廃位され、鎌倉幕府主導によって後鳥羽上皇の弟である行助入道親王（守貞親王/後高倉院）が天皇への在位経歴のないまま治天の君に立てられた上でその皇子である後堀河天皇が即位した。また、仲恭天皇の外戚（叔父）であった摂政九条道家は失脚して、親幕府派とみられた関白近衛家実や関東申次西園寺公経が実権を握るが、道家と公経の娘西園寺掄子の息子である三寅（後の九条頼経）が源頼朝の未亡人である北条政子の後見の下に将来的に征夷大将軍として鎌倉殿を継承することが決まっていたため、後に道家も復権することになる。しかし、行助入道親王は後堀河天皇即位の2年後に崩御して他の皇子たちも承久の乱前に既に出家していたために幼少の天皇だけが残されるという「皇統断絶」の危機と隣り合わせの状態にあった。この状態は成人した後堀河天皇が秀仁親王（後の四条天皇）を儲けたことで一時的には解消されたが、後堀河天皇は他に皇子を儲けることなく23歳で崩御、再び幼少の四条天皇のみが残される状況になった。このため、公家社会には「皇統断絶」の危惧が常につきまとい、公家の中には四条天皇在世中よりその崩御の夢を見る者がいたという。また、四条天皇の外祖父として朝廷で絶大な権力を振るうようになった道家も関係が悪化していた行助入道親王（後高倉院）皇統への不満から、文暦2年（1235年）に後鳥羽法皇と順徳上皇の還京を鎌倉幕府に提案したが、幕府はこれを拒否している。当時、四条天皇は5歳であるにもかかわらず治天の君となる院が不在で、また母院となる藻璧門院（道家の娘）も既に亡くなっていることから皇統の維持が極めて困難であったために、代わりとなる治天の君を求めた道家の判断は理由のあるものであったが、両院の帰還して治天の君になることは直接の血縁関係にない四条天皇の廃位につながりかねず、幕府は道家の関与があったとされる先の後堀河天皇の退位の経緯と合わせて道家への反発と警戒感を強めたと強めたと推測される。後鳥羽法皇は延応元年（1239年）に配流先の隠岐にて崩御した。
一方、鎌倉幕府では元仁元年（1224年）に北条義時が急死したのを機に伊賀氏事件と呼ばれる政変が発生するが、義時の姉である北条政子の意向で京都で六波羅探題を務めていた義時の長男北条泰時と弟の北条時房を義時の後継者に任じてこれを鎮圧した。当初は嫡流である泰時と叔父である時房の間で主導権争いともみられる動きもあったが、政子の没後は泰時が首席の執権となり、次席の執権となった時房は後世に連署と称されるようになる。嘉禄元年（1225年）12月に次期将軍である九条頼経が元服を終え、翌年1月には正式に征夷大将軍に任じられ、泰時と時房がこれを補佐することになるが、主導権は泰時が掌握していた。また、泰時と時房が共にいなくなってしまった六波羅探題にはそれぞれの長男である北条時氏と北条時盛が派遣された。しかし、寛喜2年（1230年）に次期執権として期待されていた北条時氏が急死してその後任の六波羅探題には泰時の異母弟である北条重時が派遣されてその闕を埋めたものの、息子に先立たれた泰時の後継者問題が浮上することになる。これに対して泰時の異母弟ながら義時の最初の正室の子であった北条朝時（名越家の祖）は元々泰時の家督継承に不満を抱いていた。加えて仁治元年（1240年）に北条時房が死去すると、父を弔うために六波羅探題である長男の時盛が鎌倉に一時帰還したものの、時盛はこのまま鎌倉に留まり執権に伺候することを幕府に上申したが許されなかった。時盛の主張は父が亡くなった後は自分が後継者として執権（連署）を継ぐことを求めたもので、六波羅探題を16年務めた時盛の経歴はそれに相応しいものであったが、泰時はその求めを拒んで時盛を六波羅に追い返したのみならず、その弟で自分の娘婿であった北条朝直を時房の家督継承者として後見することとした。その結果、泰時に対抗できるだけの政治力を持っていた時房の家は佐介家と大仏家に分裂することになった。以降、泰時は連署を置かずに単独で政務を行うが、その間に成長した九条頼経が独自の政治的行動を見せ始めるようになっていった。その後、仁治2年（1241年）11月25日になって、泰時は三浦泰村ら有力御家人や実務官僚を集めた席で亡き時氏の長男・北条経時を自らの後継者に指名すると共に同席させた甥の北条実時にその補佐を命じている。

## 四条天皇の崩御（京洛政変）
正月9日、四条天皇が12歳の若さで突然崩御した。『百錬抄』や『五代帝王物語』を信じれば、悪戯で宮中に滑石の粉を撒いたところ自らが転倒してそのまま死去したとされる。承久の乱で配流された後鳥羽法皇の子孫を皇位から排除するために鎌倉幕府によって擁立された行助入道親王（後高倉院）の皇統がここに断絶したのである。
行助入道親王の皇統が絶えたことで、唯一の皇統となった後鳥羽法皇の子孫の中から次期皇位継承者を決める必要が生じた。このため、当時の朝廷の事実上の指導者で将軍九条頼経の実父でもある太閤九条道家は順徳上皇の子忠成王（仲恭天皇の異母弟）の擁立を策した。一方これに不満を持つ村上源氏の土御門定通は土御門上皇の子邦仁王の擁立を策した。両派とも鎌倉幕府の賛同を得るために鎌倉に使者を発した。
鎌倉幕府では北条泰時らが協議の結果、鶴岡八幡宮の神託を得た上で、邦仁王を次の皇位継承者に決定した。忠成王の父である順徳上皇は承久の乱に積極的に加担した上で配流先の佐渡国で健在であった。これに対して、邦仁王の父である土御門上皇は承久の乱には消極的で既に配流先の阿波国で病死していた。幕府には反幕府的な順徳上皇が京都に帰還して治天の君になるのを回避したいという考えがあった。加えて土御門定通の室である竹殿は北条泰時の異母妹にして六波羅探題北条重時の同母妹、定通の弟は鶴岡八幡宮別当の定親であり、定通の主張が御家人全般の総意を得ることに成功したと考えられている。そして、九条道家主導の形で皇統の変更が実現した場合には、その実子である将軍・九条頼経の政治力も高まることになり、将軍と執権、他の御家人との力関係にも少なからぬ影響が生じることは避けられず、泰時としてはこれを容認することはできなかったと考えられる。
ただし、京都の朝廷では長期間（11日間）の皇位の空白が出来た上に、鎌倉幕府の意向が朝廷の主流派が支持する忠成王ではなかったことから、当時の公家社会にも衝撃を与えた。当時の公家の日記である『平戸記』『民経記』が邦仁王擁立を非難する記述（ともに仁治3年正月19日条）を残している。また、我が子の即位と自身の京都への帰還が絶望的になったことを知った順徳上皇はこの年の9月に急逝している。なお、『平戸記』の同年10月10日条に「御帰京事思食絶之故云々」という記述があることから、順徳上皇は単なる病死では無く、絶食による事実上の自殺であった可能性も指摘されている。
その一方で、この政変を最大限に利用したのは九条道家の義父で頼経の外祖父にあたる西園寺公経であった。公経は鎌倉での決定を知ると、直ちに嫡男西園寺実氏の正室である四条貞子の実弟四条隆親の邸宅である冷泉万里小路第に邦仁王を迎え入れて践祚を行わせた（後嵯峨天皇）。続いて、後嵯峨天皇に働きかけて3月25日には関白を道家の娘婿である（公経にも孫婿にあたる）近衛兼経から道家の次男である二条良実に交替させた。良実は父・道家との関係が悪化していた一方、祖父・公経からは可愛がられて隆親の妹である四条灑子を正室として娶せるなど庇護が与えられていた。更に公経は天皇に仕える平棟子が懐妊したとする情報を手に入れると、6月10日には既に京都にも北条泰時重篤の情報が入っていた（後述）にもかかわらず、実氏と貞子の娘である西園寺姞子を入内させて8月9日に中宮に立てられた。これは棟子に男子が生まれた場合に備えてより有力な皇位継承者を得る必要があると判断したことに加え、摂関家の機先を制して西園寺家から天皇の后妃を出す好機とみたことによる。勿論、娘婿である九条道家をはじめとする摂関家と対立する可能性はあったが、孫の良実を自分の手元に置いている以上、摂関家全体との衝突は起こり得ないのであった。以降、土御門家や四条家、そして二条良実を自派に引き込んだ公経が道家を圧迫するようになっていく。やがて、西園寺姞子は後深草天皇・亀山天皇を生み、平棟子が生んだ宗尊親王は後に鎌倉幕府の6代将軍となる。

## 北条泰時の死去（関東政変）
朝廷が皇統の変更を巡って様々な動きを見せている最中、鎌倉では北条泰時が病に倒れる。
『吾妻鏡』に仁治3年（1242年）条が無いため、『平戸記』5月13日条が初期の情報を伝える史料となる。同条によれば、4月27日に泰時が体調を崩して病気となり、一旦は回復して5月5日には沐浴をしているが、その後で再び病状が悪化し、鎌倉から5月12日深夜に泰時の重篤の知らせる飛脚が京都に到着し、更にこの日（13日）の続報を知らせる飛脚は泰時の体調は持ち直したものの、六波羅探題である北条重時には鎌倉帰還を命じたためにこれを受けた重時はこの日の夕方に六波羅を出発した。ところが帰還を命じられていない北条時盛までが鎌倉に帰還するというので京都の治安はどうなるのか？と筆者（平経高）は不安を抱いたというものであった。
その間にも鎌倉の情勢は動きつつあり、『鎌倉年代記』裏書によれば5月9日に泰時が出家し、11日には朝時が出家（後述の『平戸記』では10日夜）、15日には足利義氏が出家している。泰時と朝時の出家に関しては少し遅れて京都にも伝わり、『平戸記』にも5月16日・17日条に記されているが、17日条には泰時と不仲であることで京都の公家たちにも知られていた朝時の出家に筆者の平経高も驚き、鎌倉で何か異変が起きているのではと推測している。
六波羅探題北方である重時は朝時の同母弟であるが異母兄である泰時からの信任が厚く、泰時は万一に備えて今後のことを相談するために呼び寄せたと考えられる。一方の南方である時盛の方は父の時房の死後に鎌倉で自らが父の政治的立場を継承しようと図るなど、泰時からすれば警戒の対象であって呼び寄せられることはなかった。そして、実際に泰時の重病を知るや再び自らが執権（連署）に就ける再度の機会と捉えて無断で鎌倉に戻ったと考えられる。一方の鎌倉にいた朝時も泰時に何かあれば自らが執権（連署）に就く機会を狙っており、鎌倉にいたその一族郎党の存在はより時盛以上の脅威であった。そのため、泰時やその周辺が朝時に圧力をかけて出家を迫ると共に後継者である経時への忠誠を求めた。朝時も状況の不利を悟ってこの要求を受け入れたと推測される。
ところが、それ以降、鎌倉からの情報が途絶することになる。『平戸記』5月26・28日条によれば、幕府側は京都と鎌倉の交通を遮断して、将軍・頼経の父である九条道家の使者さえも途中で追い返されたと伝えている。六波羅探題の両名不在に加えて鎌倉との連絡が途絶えたことで朝廷をはじめるとする京都側には全く情報が入らなくなり、『吾妻鏡』を含めて鎌倉側の記録は残っていないため（研究者も京都の公家日記に依拠するしかないため）にその間に何が起きていたのかが分からない状態になっている。なお、前述のようにこのような状況下で、6月10日に西園寺公経は孫娘である姞子の入内を行っている。
そして、泰時死去の具体的な情報を伝えているのも『平戸記』6月20日条である。それによれば、6月10日には病状も回復して食事も摂れるようになっていたが、翌11日から病状が再び悪化し、15日には高熱に苦しみながら遂に死去したと記している。
泰時の死後、その子孫で最年長である嫡孫の経時が19歳で執権の地位に就いた。しかし、京都側では様々な情報が飛び交ったらしく、また実際に経時が執権に就任した日付を裏付ける史料も存在しないため、その就任がいつどのような形でに行われたかも明確ではない。また、次席の執権と言える連署も任命されなかった。確かに時房の死後は連署は不在のままであったが、老練の泰時と弱年の経時では状況が異なっていた。石井清文は北条氏一門ならば泰時の異母弟である朝時・重時・有時・政村や甥の実時、従弟の時盛らが、非北条氏一門ならば足利義氏や三浦泰村なども候補になり得たであろうが、経時を単独で支えられるような卓越した有力者がおらずに互いに牽制しあう関係にあるという政治的不安定要因が連署の設置を断念させたとしている。実際、経時の周辺では、独自の政治的行動を見せ始めた将軍・九条頼経や経時・頼経の双方に近づいて発言力を高める三浦泰村の存在、朝時や時盛と言った泰時と対立関係にあった一門への対応、そして弟の時頼の処遇などの問題を抱えていた。
なお、京都ではその後、泰時から今後の方針を託された1人と思われる重時は7月10日に六波羅に帰還したものの、無断で鎌倉に戻った時盛は帰還することもなく政治的に失脚することになる。

## その後
寛元2年（1244年）に朝廷では西園寺公経の死をきっかけに九条道家が再び復権する一方、鎌倉幕府では北条経時らの要求によって九条頼経は息子の頼嗣に将軍職を譲り、頼嗣に経時の妹・檜皮姫を嫁がせることで事態の収拾が図られる。しかし、頼経は依然として「大殿」として幕府に君臨し続けており、一方で寛元4年（1246年）に北条経時は23歳で死去してしまう。更に経時の死の直前には京都では後深草天皇が即位して摂関が二条良実から一条実経に交替させられ、京都においても頼経に優位な政治状況が生み出されつつあった。偶然にも4年前と同様に京都と鎌倉で同時並行的に起きた政変は鎌倉幕府内における九条頼経や三浦氏・名越家などの反得宗家勢力の動きを活発化させ、新執権北条時頼の下で宮騒動とそれに続く宝治合戦の危機を迎えることになる。